# کجید
کُجید یک روستای ییلاقی و کوهستانی و خوش آب و هوا در بخش رانکوه شهرستان املش استان گیلان در شمال ایران است.
روستایی سرسبز در پایین‌ دستِ کوه‌ که دارای باغات فندق فراوان و درختانِ گردوی بسیار زیاد و تنومند است که قدمت درختان گردویش در کتاب گیلان‌شناسی بیش از ۷۰۰ سال ذکر شده است.
شغلِ ساکنین فعلی این روستا دامداری و کشاورزی‌ست. مردمان این روستا به دلیل وجود تعداد بسیار بالای افراد تحصیل‌کرده‌اش در منطقه‌ی شرق گیلان به باسواد و فرهیخته‌ بودن معروف‌اند.
این در حالی‌ست که تعدادِ پزشکان این روستا در حال حاضر به بیش از ۱۳۵ نفر می‌رسد که اصالتِ پدر یا مادرشان و یا هر دو کجیدی‌ست.

## جمعیت
روستای کجید در دهستان کجید قرار دارد و جمعیت آن بر پایه سرشماری عمومی نفوس و مسکن در سال ۱۳۹۰، ۲۶۳ نفر (۱۰۳ خانوار) است.

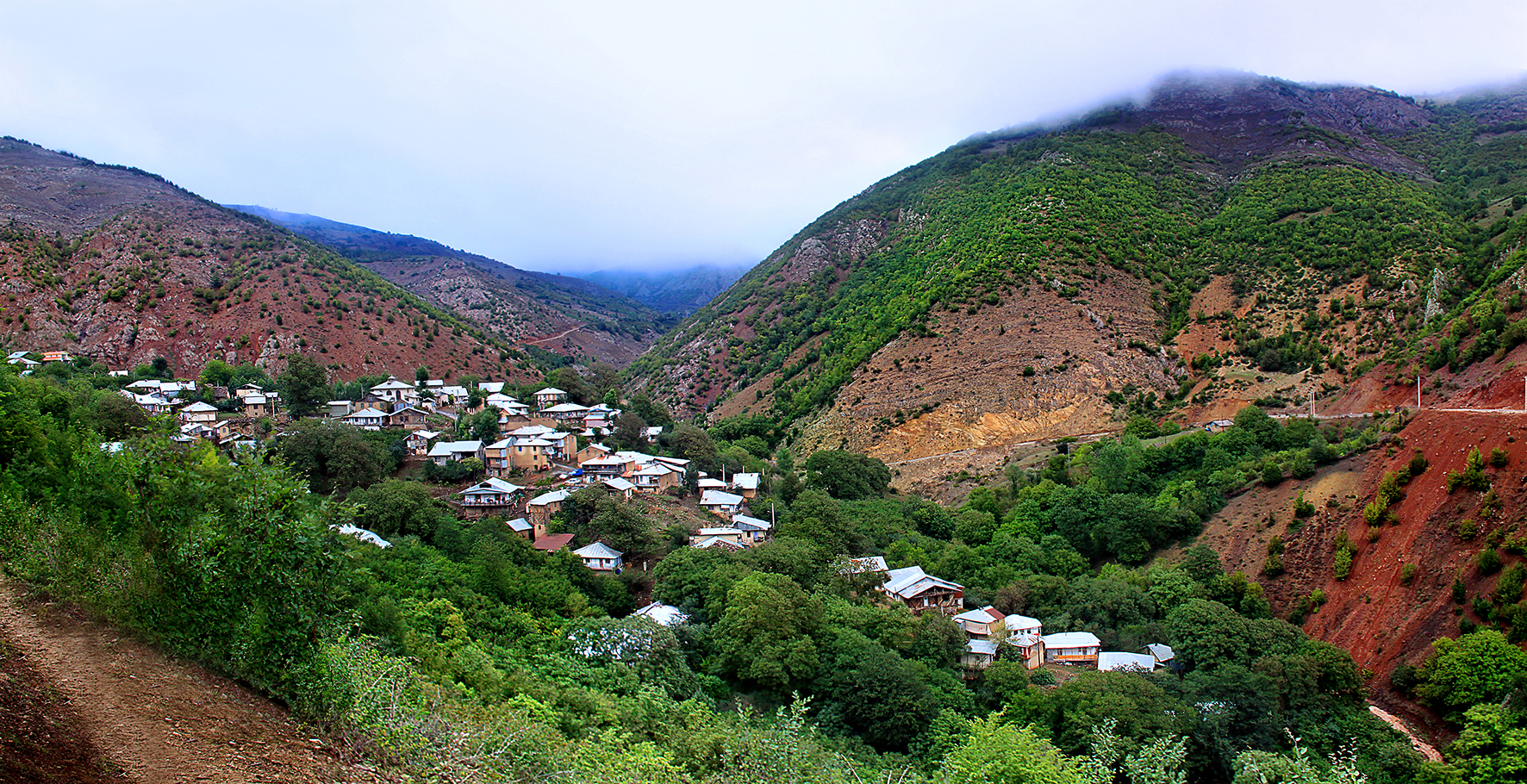

از زمان های قدیم همواره افراد تحصیل کرده و موفقی از کجید به  شهرت رسیده اند .
عمده محصول آن فندق می باشد و منطقه اشکورات حجم زیادی از تولید فندق ایران را به خود اختصاص داده است .
1. ↑  «نتایج سرشماری ایران در سال ۱۳۹۰» (اکسل). درگاه ملی آمار. بایگانی‌شده از روی نسخه اصلی در ۲۰ شهریور ۱۴۰۲.